# East London Museum

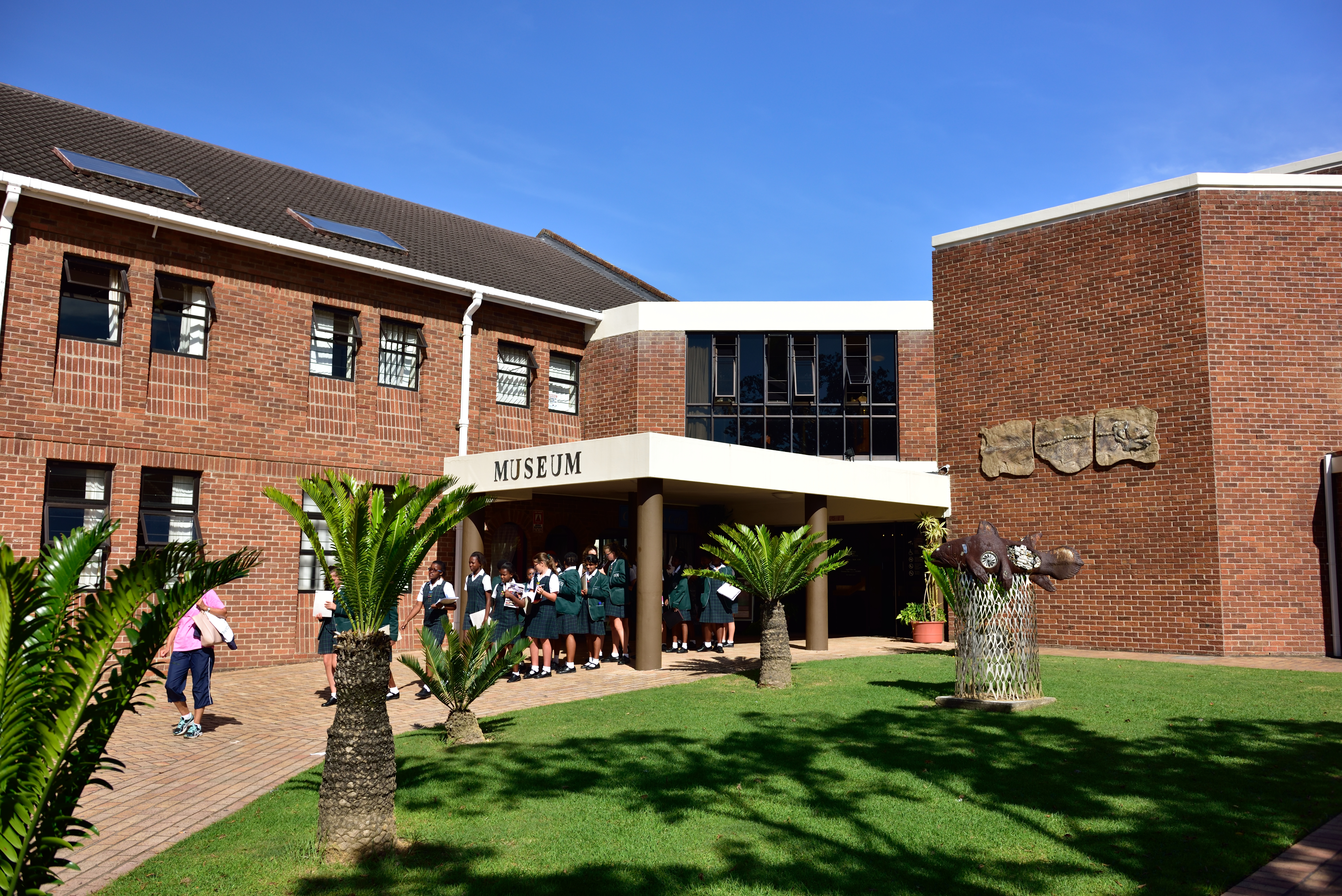
Ansicht des Museumsgebäudes mit Besuchereingang

Das East London Museum ist eine öffentliche Sammlung auf naturkundlichen und historischen Themengebieten in der südafrikanischen Hafenstadt East London (Stadtteil Southernwood). Es wurde 1921 in Form einer privaten Museumsgesellschaft gegründet und entwickelte sich zu einer wichtigen Museumseinrichtung im südlichen Afrika.

## Geschichte
Die Gründung erfolgte am 19. Juli 1921 als private Museumsgesellschaft (Museum Society) durch interessierte Bewohner der Stadt. Zu diesem Personenkreis zählten der Bürgermeister J. Neale und sein Stellvertreter James Bruce-Bays. Zum Präsidenten der Gesellschaft wählte man den promovierten Botaniker George Rattray (1872–1941), den damaligen Principal des Selborne College in der Stadt. Die frühen Treffen der Gesellschaft fanden in den Wohnhäusern der Mitglieder statt. Zu ihren Aktivitäten zählte die Sammlung von Spenden und musealen Objekten. Die Sammlungsbestände waren in einem Raum über der Teestube eines Einkaufsmarktes in der Oxford Street untergebracht.
Den Status als Provinzmuseum erhielt die Einrichtung am 28. November 1924. Im Folgejahr übertrug die Stadtverwaltung von East London der Gesellschaft ein Grundstück im Stadtteil Selborne zum Zwecke eines eigenen Neubaus. Im Jahr 1926 zogen die wachsenden Sammlungen in Räume des Hauses Gladstone Street 9 und 1930 in die Gladstone Street 15 um.
Den ersten Museumsneubau errichtete man in Nachbarschaft zum Technical College von East London (berufs- und studienvorbereitende Schule) im Stadtteil Selborne. Die Grundsteinlegung fand im Jahr 1931 statt. Dort eröffnete das Museum am 26. September 1931 in Anwesenheit eines hohen Provinzbeamten seine erste öffentlich zugängliche Sammlung. Dessen Leitung wurde im Dezember des Gründungsjahres Marjorie Courtenay-Latimer mit der Bezeichnung Kuratorin übertragen. Sie führte diese Einrichtung, seit 1945 unter der Bezeichnung „Direktor“, bis in das Jahr 1973. In der Zeit bis 1945 wuchsen die Sammlungsbestände beträchtlich an. Deshalb zog das Museum 1950 in ein neues Gebäude an der Oxford Street nach den Entwürfen des ortsansässigen Architekturbüros Farrow & Stocks, in dem es im November wieder eröffnet wurde. Bei seiner Eröffnung war der Verwalter der Kapprovinz Johan Georg Carinus anwesend. Das alte Museumsdomizil hatte das Technical College erworben.
Zwischen 1982 und 1983 erfolgten größere Erweiterungsbauten für Ausstellungsflächen, Werkstattbereiche und Verwaltung. Die Entwicklungen des Sammlungsbestandes machten einen weiteren Ausbau erforderlich. Mit Mitteln des National Lottery Distribution Trust Fund (Lotterie-Stiftung) errichtete man ab 2005 ein neues Magazingebäude und eine neue Vortragshalle. Die offizielle Übergabe erfolgte am 22. Juni 2006.

## Sammlungen
Die Sammlungen und Ausstellungsbestände gliedern sich in drei Bereiche:
- Naturkundliche Sammlung

Dieser Sammlungsteil umfasst Objekte aus den Bereichen Säugetiere, Reptilien, Vogelkunde, Fische, Weichtierkunde und Botanik.
- Kultur- und siedlungsgeschichtliche Sammlung

Hier werden Zeugnisse aus der Besiedlungsgeschichte der südlichen Nguni und San sowie der deutschen und britischen Einwanderer bewahrt und präsentiert.
- Seefahrtsgeschichtliche Sammlung

Diese Abteilung befasst sich mit Entdeckungsreisen, der Entwicklung des Hafens von East London sowie Schiffswracks und Bergung bei Schiffskatastrophen
Im Museum befindet sich eine öffentliche Fachbibliothek und ein Vortragszentrum.
Besondere Ausstellungsobjekte
- Versteinerte Schädel- und Skelettreste eines Dicynodontia-Reptils Kannemeyeria simocephalus, ursprünglich Kannemeyeria wilsoni BROOM (Broom 1937) aus mitteltriasischen Sedimenten bei Tarkastad, Ausgrabungen in den Jahren 1934 bis 1936[9]

- Ein rezenter Quastenflosser (coelancanth) Latimeria chalumnae, gefangen im Jahr 1938.

- Die weltweit ältesten fossilen Fußabdrücke früher Menschen (datiert 124.000 Jahre alt (2009[10], ältere Messungen kamen zu anderen Datierungen[10][11])) aus der Zeit des Mittel- bis Jungpleistozän, gefunden in aeolisch gebildeten Sandsteinablagerungen (kalkhaltiger Dünensandstein der Nahoon-Formation / Algoa-Gruppe) am Nahoon Point im Jahr 1964.[12][13]

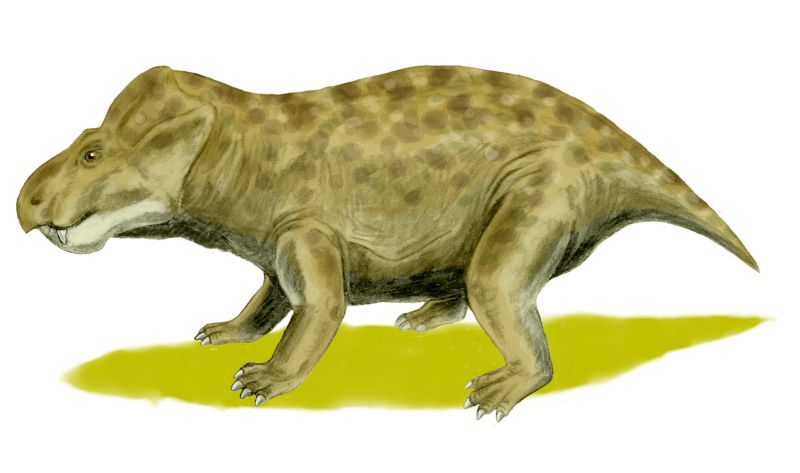
Dycinodont aus Triasablagerungen in Südafrika
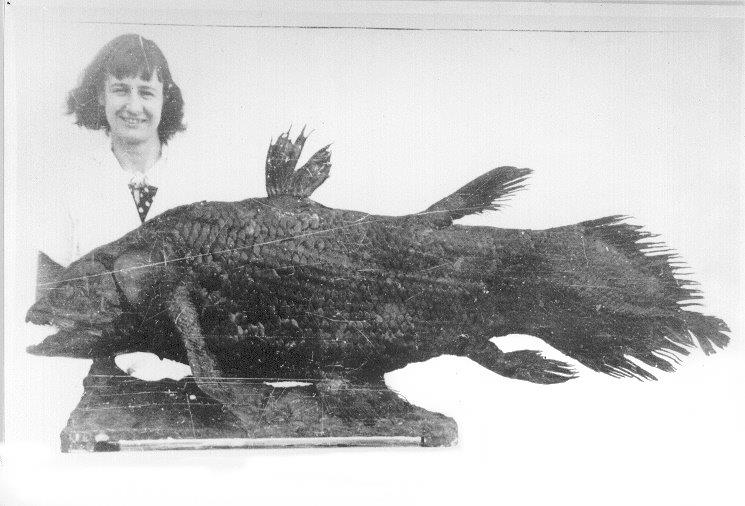
Die Entdeckerin Marjorie Courtenay-Latimer mit dem präparierten Exemplar eines Latimeria chalumnae
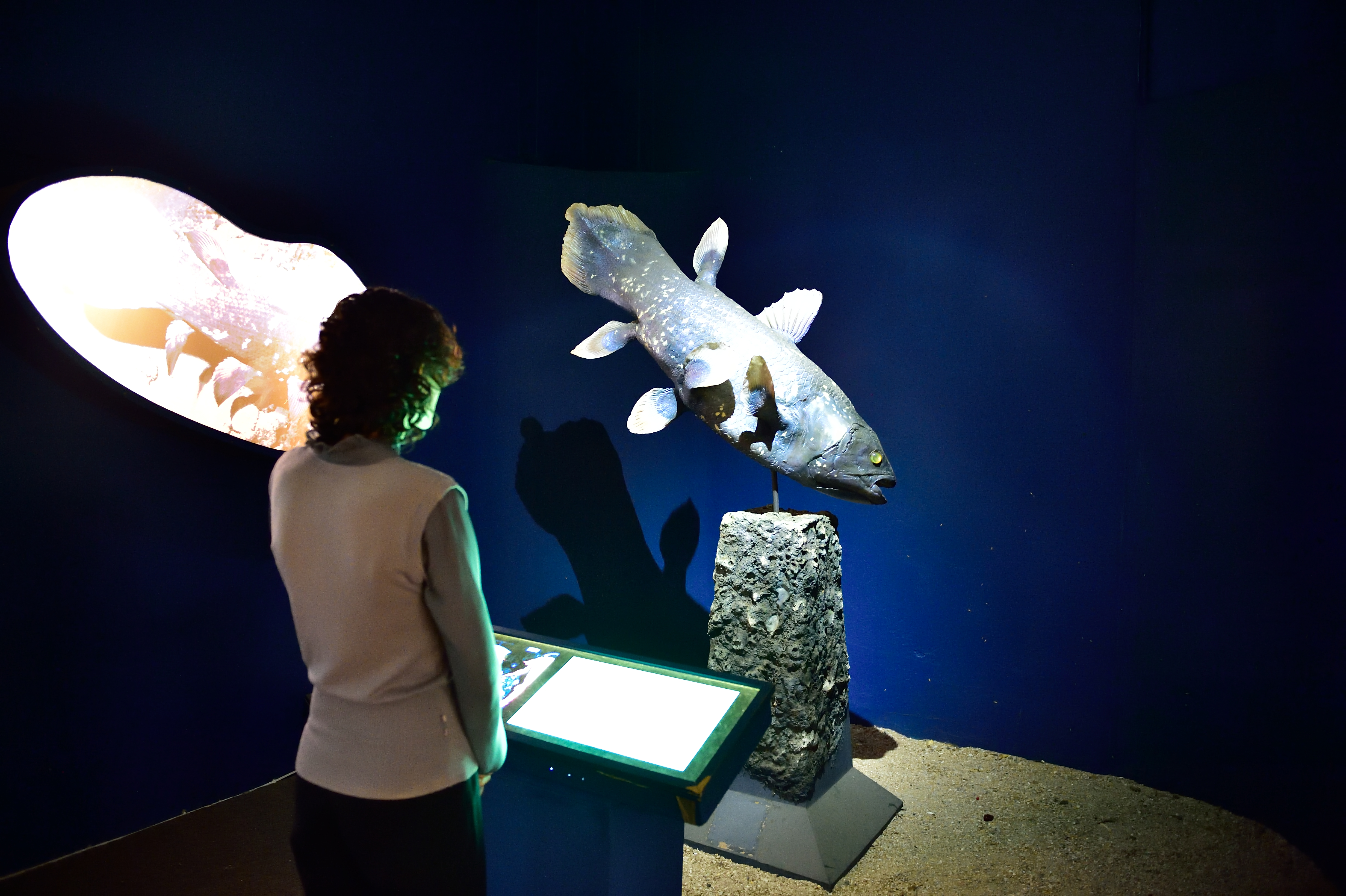
Replik eines Quastenflossers in der Ausstellung